# 反核団体
反核団体（はんかくだんたい、英語: Anti-nuclear organizations）とは、原子力すなわち核を動力とする事物に反対する運動を展開する団体である。
主張内容は団体によるが、核兵器あるいは各種の核動力（原子力利用）への反対や制限である。

## 種類
反核運動には多数の種類があり、その団体も多数の種類がある
- 直接行動グループ - クラムシェル・アライアンス、en:Shad Alliance、原水爆禁止日本協議会、原水爆禁止日本国民会議、核兵器廃絶・平和建設国民会議、非核の政府を求める会など
- 環境保護団体 - 地球の友、グリーンピースなど
- 消費者運動 - ラルフ・ネーダーのen:Critical Mass (Anti-nuclear group)など
- 専門家団体[2] - en:Union of Concerned Scientists、核戦争防止国際医師会議など
- 政党 - 欧州自由同盟など

反核運動の中で影響力の高い団体は、ノーベル賞受賞者や多数の核物理学者を含めた科学者を抱えている。これらの科学者の多くは、アメリカ合衆国ではen:Union of Concerned Scientists、en:Federation of American Scientists、en:Committee for Nuclear Responsibilityの3団体に所属している。

## 活動
反核グループは公的な抗議活動として、集会・デモや核施設の占拠を含めた直接行動の他、重要な戦略としてロビー活動、政府への請願、選挙運動を通じた政策への反映、更に訴訟などによる政策への影響などを試みている。